# Мюллер, Коринне
Коринне Мюллер (нем. Corinne Müller; род. 20 ноября 1975, Бругг, Аргау), в замужестве фон Рор (нем. von Rohr) — швейцарская легкоатлетка, специалистка по прыжкам в высоту. Выступала на профессиональном уровне в 1997—2008 годах, многократная чемпионка Швейцарии в помещении и на открытом стадионе, победительница и призёрка ряда крупных международных турниров, участница летних Олимпийских игр в Афинах.

## Биография
Коринне Мюллер родилась 20 ноября 1975 года в городе Бругг кантона Аргау, Швейцария. Занималась лёгкой атлетикой в Цюрихе в столичном одноимённом клубе LC Zürich.
С 1997 года входила в число сильнейших швейцарских прыгуний в высоту, неоднократно становилась чемпионкой Швейцарии как в помещении, так и на открытом стадионе. Будучи студенткой, представляла страну на Всемирной Универсиаде в Сицилии.
В 2001 году прыгала в высоту на Всемирной Универсиаде в Пекине, в финал не вышла.
В 2003 году отметилась выступлением на Всемирной Универсиаде в Тэгу — в прыжках в высоту показала результат 1,85 метра, расположившись в итоговом протоколе на седьмой строке.
Благодаря череде успешных выступлений в 2004 году удостоилась права защищать честь страны на летних Олимпийских играх в Афинах — на предварительном квалификационном этапе прыгнула на 1,89 метра, чего оказалось недостаточно для выхода в финал.
В 2005 году принимала участие в чемпионате Европы в помещении в Мадриде и в чемпионате мира в Хельсинки, выиграла серебряную медаль на Мемориале братьев Знаменских в Казани. На клубном чемпионате Швейцарии в Цуге превзошла всех соперниц в прыжках в высоту, установив при этом свой личный рекорд на открытом стадионе — 1,93 метра.
Завершила спортивную карьеру по окончании сезона 2008 года в связи с рождением ребёнка.